# Fort Benton
Fort Benton és una població dels Estats Units a l'estat de Montana. Segons el cens del 2000 tenia 1.594 habitants.

## Demografia
Segons el cens del 2000, Fort Benton tenia 1.594 habitants, 636 habitatges, i 422 famílies. La densitat de població era de 294,5 habitants per km².
Dels 636 habitatges en un 30,7% hi vivien nens de menys de 18 anys, en un 54,4% hi vivien parelles casades, en un 9,3% dones solteres, i en un 33,5% no eren unitats familiars. En el 31% dels habitatges hi vivien persones soles el 14,5% de les quals corresponia a persones de 65 anys o més que vivien soles. El nombre mitjà de persones vivint en cada habitatge era de 2,34 i el nombre mitjà de persones que vivien en cada família era de 2,93.
Per edats la població es repartia de la següent manera: un 24,8% tenia menys de 18 anys, un 6,2% entre 18 i 24, un 23,1% entre 25 i 44, un 22,3% de 45 a 60 i un 23,6% 65 anys o més.
L'edat mediana era de 43 anys. Per cada 100 dones de 18 o més anys hi havia 84,2 homes.
La renda mediana per habitatge era de 29.406 $ i la renda mediana per família de 32.072 $. Els homes tenien una renda mediana de 22.813 $ mentre que les dones 20.787 $. La renda per capita de la població era de 14.861 $. Aproximadament l'11,6% de les famílies i el 13,4% de la població estaven per davall del llindar de pobresa.

## Poblacions més properes
El següent diagrama mostra les poblacions més properes.